# Deep Labyrinth
Deep Labyrinth est un jeu vidéo de rôle développé par Interactive Brains et édité par Interactive Brains, sorti en 2004 sur téléphone mobile et Nintendo DS.

## Accueil
- Jeuxvideo.com : 12/20[1]